# Kyseľ (potok)
Kyseľ – potok, lewy dopływ Bielego potoku na Słowacji. Cała jego zlewnia znajduje się w Słowackim Raju. Ma źródła na wysokości około 950 m w dolinie Veľký Kyseľ. Głównym dopływem jest potok Malý Kyseľ spływający doliną Malý Kyseľ. Obydwa potoki łączą się na wysokości około 820 m. Od tego miejsca potok Kyseľ spływa doliną Kyseľ i uchodzi na wysokości 551 m do Bielego potoku jako jego lewy dopływ.
Wzdłuż środkowej części potoku Kyseľ prowadzi żółty szlak turystyczny, wzdłuż górnej zielony, a wzdłuż potoku Malý Kyseľ niebieski. Wszystkie są jednokierunkowe. Dawniej prowadził szlak również dolną częścią potoku Kyseľ, od doliny Bielego potoku. Szlak ten został jednak został zamknięty, zamiast niego wyznakowano nowy szlak prowadzący po obydwu stronach środkowej części potoku Kyseľ i przekraczający go metalową kładką. 
Zarówno w dolinie Kyseľ, jak i w obydwu jej odnogach (Veľký Kyseľ i Malý Kyseľ) na potoku znajduje się wiele wodospadów, a doliny te są jednymi z liczniej odwiedzanych w Słowackim Raju.